# Ісав

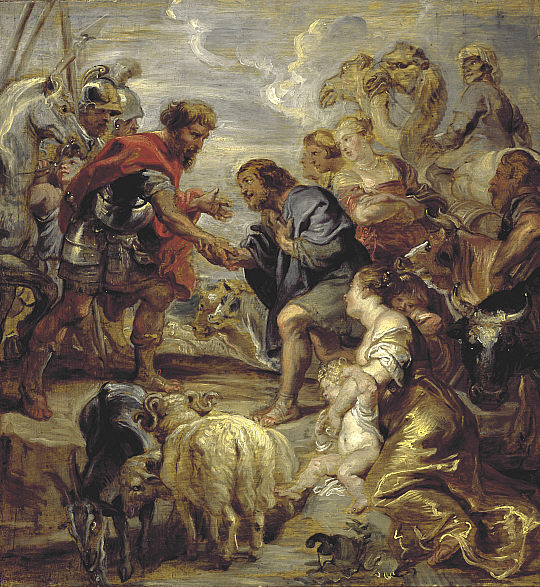
Примирення Якова з Ісавом (Пітер Пауль Рубенс, 1624)

Ісав (Едом) (івр. עֵשָׂו (Esav, ʿ Ēśāw), «волохатий»; грец. Ἡσαῦ; Бут. 25:25) — син Ісаака та Ревеки, старший брат свого брата- близнюка Якова. Ісав — праотець ідумеян (Бут. 36:8-9) та амалекітян.

## Життєпис
Книга Буття описує Ісава, улюбленого сина Ісаака, як вправного звіролова, «чоловіка полів», на противагу улюбленцю Ревеки, лагідному Якову, який «сидить в наметах» Бут. 25:27. Він продав своє первородство за червоні харчі (сочевичну юшку) братові Якову, тому і отримав ім'я Едом, тобто червоний (Бут. 25:30). У віці 40 років він взяв за дружин хеттиток Юдиту — дочку Беері та Басмату — дочку Елона Бут. 26:34, заклавши тим гіркоту на серцях Ревеки та Ісаака. Пізніше одружився з Малахатою — дочці Ізмаїла (Бут. 28:8-10). Завдяки хитрості Ревеки він втратив благословення сліпого батька (Бут. 27). Для нього залишаються малою втіхою слова другого благословення Ісаака:
|  | Ото буде садиба твоя без ситости землі, і без роси небесної згори. І зо свого меча будеш жити, і будеш служити ти брату своєму. Та, однак, коли постараєшся, то зламаєш ярмо його з шиї своєї… |

Після цього він зі злістю переслідував свого брата доти, доки вони не зустрілися близько Пенуїлу і не примирилися (Бут. 33).
За родоводом Ісава приведеним у розділі 36 Книги Буття, Ісав одружується також ще на трьох жінках з Ханаану — Аді — дочці Елона, Оголівану — дочці Ани та Басмат — дочці Ізмаїла. Перебирається у місцевість Сеїр.
Ім'я Ісава іноді вживається замість назва країни та народу Едома, наприклад: Єр. 49:10, (Овд. 6) де зустрічаємо також «гори Ісава», «будинок Ісава» (Овд. 8:18).